# فرانک دبلیو. باب
فرانک دبلیو. باب (انگلیسی: Frank W. Bubb, Sr.؛ زاده ۳ ژوئیه ۱۸۹۲ درگذشته ۳ مه ۱۹۶۱) یک ریاضی‌دان بود.